# Essyan
Essyan (auch Essian, arabisch عسيان/ايسيان, DMG ʿIsyān, kurmandschi Isyan) ist ein jesidisches Dorf im Norden des Iraks. Das Dorf liegt rund vier Kilometer östlich der jesidischen Stadt Baadre und dem Distrikt Schaichān südlich des Lalisch-Tales im Gouvernement Ninawa. Der Ort befindet sich in der Ninive-Ebene und gehört zu den umstrittenen Gebieten des Nordiraks.

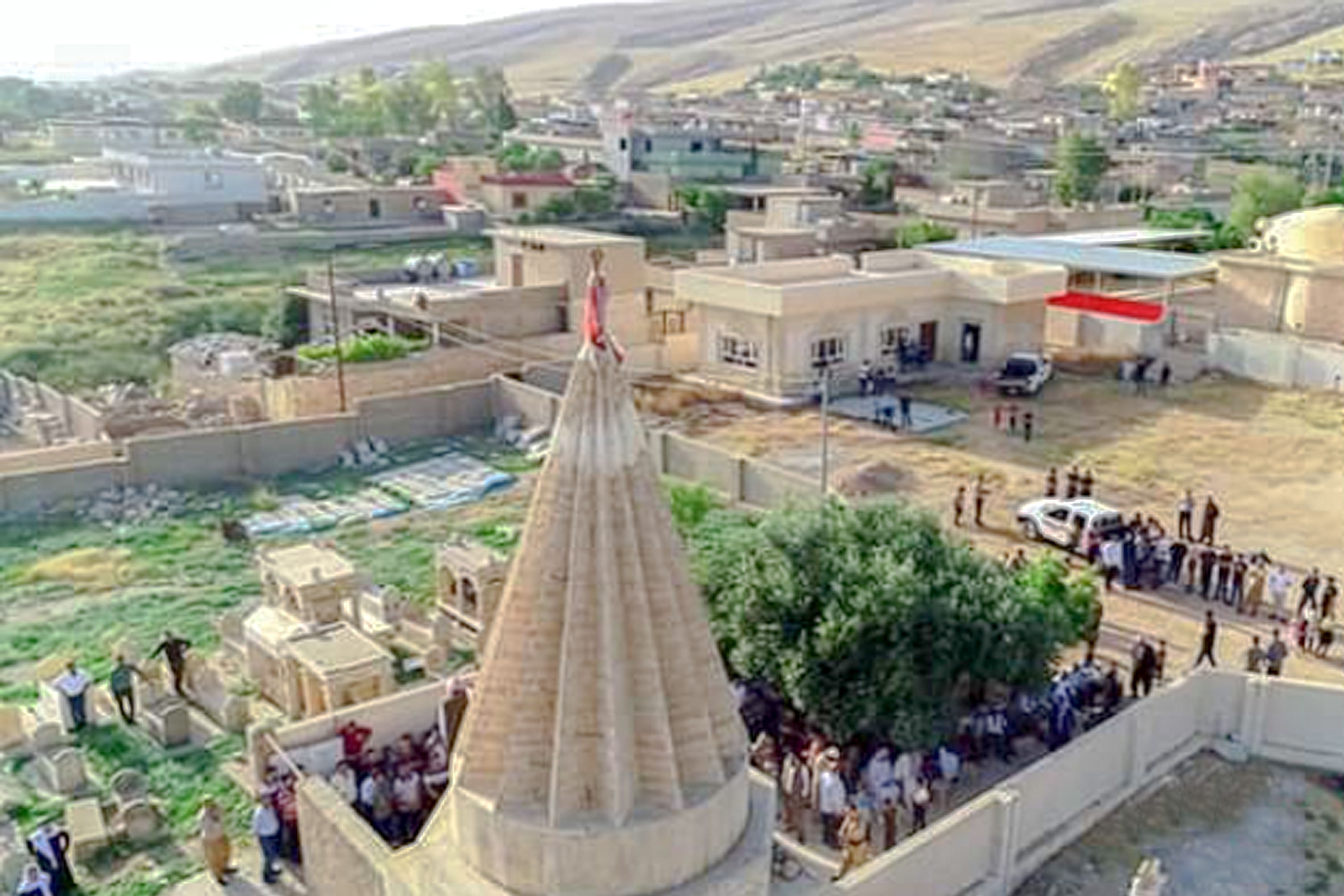
Jesidischer Tempel (Mame Essya) in Essyan